# Pomer (Medulin)
Pour l’article homonyme, voir Pomer.
Pomer (en italien : Pomer) est une localité de Croatie située en Istrie, dans la municipalité de Medulin, dans le comitat d'Istrie. En 2001, la localité comptait 386 habitants.

## Démographie
| 1948 | 1953 | 1961 | 1971 | 1981 | 1991 | 2001 |
| ---- | ---- | ---- | ---- | ---- | ---- | ---- |
| 259  | 241  | 266  | 207  | 192  | 241  | 386  |